# Clipart
Clipart er færdiglavet grafik beregnet for PC/Mac. Clipart benyttes til at dekorere dokumenter, eksempelvis festsange, samt bruges til at illustrere skrevne artikler og websideer på Internettet. Navnet som er engelsk stammer fra bøger med grafiske billeder, hvor brugerne "klippede" det ønskede clipart ud for at placere dem i deres layouts. Senere blev det almindeligt at scanne billederne ind fra bøgerne. I dag kommer clipart fra CD-Rom eller som oftest som download fra Internettet. Nogle clipart er "public domain", hvilket betyder, at der ikke er copyright på billedet. Elektroniske clipart findes i bitmap eller vektorgrafik.